# 德永英明
德永英明（1961年2月27日—），是一名日本流行音樂歌手、作曲家及作詞家。1987年，他的大碟《Birds》曾在Oricon排行榜升至第一位，並由於當時許多香港知名歌手如張學友、譚詠麟、李克勤、王杰、黃凱芹、郑伊健、呂方、譚耀文、郑嘉颖和梁漢文和台湾歌手张信哲、姜育恒等爭相翻唱他的作品，故使他在港台两地的知名度極高，除曾應邀擔任香港電台太陽計畫大使外，亦曾於香港紅磡體育館舉辦數次個人演唱會。1993年之前，幾乎所有的單曲及專輯都能進入排行榜前三名。但他因為身體健康因素，曾經三度暫別歌壇，加上年紀因素，因此受歡迎程度在2000年代初期一度走下坡。2005年起，他有計畫的推出翻唱專輯重唱了很多女歌手的老歌，2007及2010年的專輯《Vocalist 3》、《Vocalist 4》皆登上Oricon排行榜第一位，使他成為日本第一位（也是至今唯一）1980、1990、2000及2010年代皆有冠軍專輯的男性歌手。
1990年代初，德永英明1989年專輯《Realize》中的一首〈最後の言い訳〉被菲律賓藝人Ted Ito以他加祿語演繹《Ikaw Pa Rin》，德永英明因此知名於菲律賓。
2018年9月，現年57歲的德永英明疑因強烈頭暈不適送院，因於2016年腦血管閉塞病復發，曾緊急接受腦部手術，所以這次頭暈備受外界關注。

## 生平音樂事業
德永英明在日本有「情歌王子」稱號。他的聲音十分特殊，細膩而沙啞，第一次聽到的人常誤以為他是女生。在初出道時，由於俊朗的外型，以及如小男孩般清澈的童音，使他擁有眾多女性歌迷支持。他的許多歌曲曾被陸、港、台、韓、菲律賓翻唱，因此在這些地方都享有一定的知名度。德永英明的歌曲主要以慢歌旋律為主，並不侷限於談論男女感情的情歌，對於大自然、世界觀及生活方面的感觸更有細膩的描述。他的歌詞充滿了希望、勇氣、和平與愛，因此受到歡迎的程度並不侷限於某個年齡層，但以三、四十歲的中年歌迷較多。然而德永英明的歌唱生涯並不順利，曾經三度由於身體健康問題而暫時退出演藝圈，並曾由於無法突破自我而萌生退意。但2005年起有計畫地推出翻唱專輯系列，以其獨特的嗓音描述出女性母性的光輝，大受歡迎，此一系列總銷量已超過600萬張外，並創下許多日本唱片界的紀錄，使其歌唱生涯再創高峰。

### 特殊紀錄
德永英明已於2008年時達成1000場個人演唱會的里程碑，且每年仍以平均50場次的全國巡迴演唱會，持續增加中。截至2011年3月，德永英明的專輯及單曲總銷售量已突破2100萬張。
德永英明目前為唯一一位日本流行音樂橫跨四個年代皆有冠軍專輯產生的男歌手。（1980年代：BIRDS；1990年代：JUSTICE、REVOLUTION；2000年代：VOCALIST 3、WE ALL；2010年代：VOCALIST 4）。
VOCALIST 4為日本音樂史上首張創下月冠軍之翻唱專輯，連續四週冠軍亦是歷史新高（原紀錄：德永英明VOCALIST 3／吉田拓郎ぷらいべいと，連續2週）。
自2005年發行的VOCALIST專輯起，五張專輯已於2012年4月23日達成ORICON公信榜600週進榜的紀錄，亦是日本音樂史上第一次翻唱專輯達成此紀錄，目前紀錄皆仍持續進行中。

### 出道過程
德永英明自幼即對音樂甚感興趣，小學五年級時因為學業考試第一名，獲得一把吉他當作獎勵（另有一說為電子琴），便在此時完成了第一首作品《我的新娘》，奠定將來要成為一位作曲家和歌手的信念。
小學時母親第一次帶他去看現場演唱會，聽見了和田现子在舞台唱高唱當時的名曲《你敲響了鐘聲》，對於現場演唱的舞台魅力感到十分震撼。這首歌被德永英明視為影響他成為歌手的重要歌曲之一，也於2010年時將這首歌改編重唱，收錄於專輯VOCALIST 4中。
在中學時，同學借他一張井上陽水的專輯，使他從此迷上了流行音樂。自述受到井上陽水、披頭四樂團影響很深。某天放學回家時經過一陸橋，突然聽到天上傳來聲音「你以後會成為一名歌手」，加深了他成為歌手的信念，開始積極參與音樂活動。
1982年參加電視公司舉辦的歌唱選秀節目《明星誕生》，一路打進總決賽，可惜在總決賽時敗給松本明子。同場競技的知名歌手還有本田美奈子。
他曾做過餐廳服務生和食品推銷員，期間仍不斷創作，卻始終得不到唱片公司賞識。22歲時，另一位日本傳奇搖滾歌手尾崎豐的崛起，看到大排長龍的歌迷為了爭睹尾崎豐的風采，使其加深信念要成為一名歌手。
1983年初，22歲的德永英明決定加入TBS電視台開辦的演員訓練學校，接受聲樂、歌唱技巧及其他演藝工作理論和實習訓練。此時並曾擔任南方之星音樂錄音帶的演出。一年課程結束後，德永英明在畢業典禮上發表感想時，曾許下心願，要在五年後站武道館的台上為滿場的觀眾演出。
1985年，德永英明獲得一家製作公司的社長賞識，推薦參加第二屆《藍色海洋音樂祭》歌唱大賽，結果憑著自己的創作曲《藍雨》贏得大獎，並得到唱片公司合約一份。翌年1月，首張單曲和專輯推出，並獲得當年FM東京聽眾投票選出最優秀新人獎。《藍雨》這首歌經林振強的填詞，張學友演繹后在香港大受歡迎，成為經典的粵語流行音樂。後來張學友更是灌錄了國語版本，在台灣受到許多其他歌手爭相翻唱，並成為近年台灣歌唱選秀節目中許多參賽者爭相挑戰的曲目，已然成為一首經典國語歌曲。張學友多次於演唱會中表示，這首歌是他感情最豐富的一首歌，另外在2009年的台灣廣播節目時，曾提及有許多歌迷向他反映為何在台灣的演唱會中很少唱這首歌；這位華語樂壇的巨星在節目中表示個人習慣唱粵語版本，但在台灣應該國語版本比較受歡迎，於是在節目中清唱國語版本《藍雨》，也再次向聽眾介紹這首早期名曲；黎明亦曾於演唱會中表示這首歌是他最愛唱的歌。另外，中華職棒球星彭政閔（恰恰）亦在專訪時說過，藍雨這首歌也是他的招牌歌。。此外，台灣名作家九把刀於2008年出版的代表著作殺手，流離尋岸的花中，亦將這首歌曲作為劇情的重要元素，因此也受到年輕人熟知。

### 1987年至1991年，由香港紅回日本，歌唱生涯第一次高峰
1987年的單曲《Bird》和《永恆的光輝》大受歡迎，這兩首歌更因為張學友 (太陽星辰) 和譚詠麟 (Don't Say Goodbye) 的翻唱，使德永英明在香港知名度高升，此後並受邀參與多場香港公益活動及演唱會嘉賓，這兩首歌也曾分別作為香港教育電視（ETV）的插曲。其中張學友翻唱的《太陽星辰》，在當年把張學友推向事業的第一個高峰，但卻也在這首歌之後無法把持處於巔峰中的自己，導致事業跌落谷底。《Bird》一曲亦由越南歌手Kenny Thái翻唱成Đến bên tôi bạn ơi。張學友於1991年在廣州舉辦演唱會時，甚至與大陸的歌迷全場大合唱，可見這首歌的受歡迎程度。張學友於2007年舉辦《學友光年世界巡迴演唱會》台北場時，曾在廣播節目中提到這首歌對他早期事業的重要性。
1988年，德永英明以《鳥》這首歌被張學友翻唱為《太陽星辰》，獲港台十大中文金曲中最佳作曲者之一，11月時亦在香港沙田馬場演出，並為香港樂迷會主持成立典禮，當時日本TBS電視台更派出外景隊拍攝當時的盛況。同年，也首次在日本武道館舉辦巡迴演唱，達成了出道前的宣言。
1989年時，德永英明在香港紅磡體育館舉行個人演唱會，並邀請譚詠麟和關淑怡作為嘉賓；1997年更曾為香港回歸中國大陸後，首次於紅磡體育館舉辦演唱會的日本藝人。
德永英明在日本的走紅歌曲是《永恆的光輝》，但這首歌並非由他自己創作，這對一個創作型歌手而言，是件相當痛苦的事。所幸在接下來由自己創作的歌曲《風中的艾歐利亞》及《戀人》，其中《風中的艾歐利亞》改編成由新秀男聲呂方和陳慧嫻主唱的《回來吧》，連續兩年獲得日本音樂大賞最佳作曲賞的肯定，此外《最後的理由》這首歌，更被改編為八、九種語言翻唱，使德永英明的創作能力逐漸受到肯定。
由於德永英明的聲線十分特殊，細膩帶有沙啞，許多第一次聽到他的聲音的人，會誤以為他是女生。德永英明在受訪時，曾提到自己非常痛恨自己的聲音。在歌壇初期，雖然擁有不錯的榮耀，但德永英明非常討厭唱片公司給他的包裝和包袱，加上年輕時個性直接，脾氣不好，使得許多工作人員不太喜歡和他共事。
1990年，成立個人的事務所，開始全方位的作詞、作曲及編曲，試圖跳脫出偶像的包裝。其中自己作詞作曲的《壞掉的收音機》廣受好評，是日本許多藝人唱KTV必點的歌曲。此外，華語天后張惠妹亦曾於2010東京演唱會時談到自己從小喜歡這首歌，並重新演繹。
在1987至1991年間，是德永英明歌唱生涯的第一個高峰期，除了每首單曲及專輯均能順利進入排行榜前三名外，許多歌曲更被翻唱成不同語言，使德永英明在台灣、中國大陸及菲律賓亦有相當的知名度。尤其1987年的《鳥》專輯中，便有5首歌分別被張學友、譚詠麟及李克勤翻唱。此外，德永英明的許多歌曲更被選用作商品廣告曲。1991年的＂革命＂專輯中，一次有6首歌被選為廣告曲，在當時是極為罕見的情況。

### 1992年，第一次低潮，萌生退出演藝圈的念頭
早期德永英明唱歌的方式十分用力，在過於頻繁的演唱會中不斷飆高音的情況下，使喉嚨出現了問題。1992年在錄製單曲《我愛你》時，突然唱不出聲音，緊急治療發現喉嚨長了腫瘤，需開刀手術，宣布暫時退出演藝圈。在德永英明後來的自述中，曾表示若在他的右手和聲音做一選擇，他寧願失去自己的右手，也不願失去自己的聲音。
手術結束後不到一個月，隨即展開大規模的演唱會。此時德永英明已喪失原先的高音水準。失去了招牌的男孩嗓音，加上聲音變得更加沙啞，使他倍受打擊。
然而全國巡迴演唱會進行到一半時，喉嚨又再次因使用過度再次開刀手術。除此之外，一直被自己視為最佳音樂夥伴的樂手庄司，也在此時因病過世。各方打擊，使他萬念俱灰之下萌生了退出歌壇的念頭。
德永英明當時甚至認為，1993年年底發行的單曲《在我身邊》，是他演藝生涯的最後一首歌。該年12月，發行了一張黑色意境濃厚的專輯＂鄉愁＂。雖然無法達到從前的高音水準，但聲嘶力竭的狂吼吶喊，似乎帶給聽眾不同的感動。尤其是在現場演唱《給我靈魂》連續16次的加油吶喊聲，卻意外大受好評。《在我身邊》、《給我靈魂》、《往日重現》亦為德永英明的經典歌曲之一。

### 1994年至1998年，第二次低潮
1994年德永英明結婚，94年時曾又因為咽喉炎而入院治療，再次終止歌唱活動。至95年主要是以演唱會為主，較無新作品推出。1995年底及1997年中發行的兩張專輯，雖在排行榜中仍能擠進前十名，但歡迎程度已不如從前。
1997年，出道十週年，卻思考不出未來發展方向，因此決定推行了出道曲《藍雨》的重唱版本，希望能藉此回歸原點，重新出發。1998年，咽喉再次出現問題，宣布暫別演藝圈一年，赴西班牙進行治療，並藉機充電。

### 1999年至2000年，轉換唱片公司，改變以往曲風
1999年轉換唱片公司。在此時德永英明的唱歌方式，已與過去有極大的不同。一方面也是由於喉嚨開過兩次刀，高音已無法唱出年輕時的水準，因此不論是在唱歌的技巧和音樂的詮釋，皆有相當大的改變。
但此時日本樂壇，宇多田光、倉木麻衣、平井堅等R&B及新生代歌手崛起，一時之間日本樂壇迷漫在R&B的風尚中，且偶像派歌手及團體大放異彩，當時以小室哲哉以及淳君所領軍的歌手及團體，亦囊括了許多獎項，甚至濱崎步等天王天后歌手的崛起，使德永英明的音樂成績仍舊不出色。
他的前輩兼好友小田和正曾公開表示，這段時期德永英明的專輯風格太過於強調自我風格，這種創作模式下，聽眾必須了解歌手心態才能夠徹底體會樂曲意境，雖然品質高，但並不能被市場接受，因此作品總是叫好不叫座。

### 2001年至2004年，重病一度危急生命，宣布無限期終止演藝事業
2001年5月，一場演唱會中，德永英明突然昏厥倒地不起。台灣報紙娛樂版更以《倒地不起！日本老牌歌手德永英明唱不下去了！？》為題。事後醫院診斷為腦血管病變的一種，因此德永英明宣布無限期終止演藝活動。在養病的過程中，歷經生死關頭，德永英明也重新思考生命的意義。2002年底，克服病魔，重新回到演藝圈，並舉行復歸記者會。
2003年的專輯《給我愛》，描述的是宇宙生命的無限和永恆，更向歌迷宣示他的優美的音色仍然健在，並未被病魔擊垮。2003年底推出了《自選集～永恆的光輝》，將過去成名的單曲改編，以全新的風格重唱。2004年的專輯《我的生命》，更是唱出自己對生命的看法和態度，其中一首《我就是我自己的救世主》便是描述了自己和病魔奮鬥的過程。
病癒後的德永英明，人氣卻未見回昇，唱片銷售量始終處於低迷狀態。

### 2005年至2008年，以翻唱專輯重新出發，再創生涯第二次高峰
德永英明過去幾年由於討厭自己像女生的聲音，且無法突破歌路而始終處於低潮。但在養病的期間，他思考到或許自己聲音的缺點，以及專門唱抒情歌的特點，便是自己最強的武器，因此有了翻唱女性歌曲的概念。
2005年，推出了《男聲》專輯，內容重唱了日本1960至今女性代表的經典歌曲。主打歌為中島美雪之名曲《時代》。由於德永英明的聲線，以及特殊的演繹方式，使得專輯一推出便登上排行榜第5位。許多沒聽過原唱歌曲的聽眾，甚至以為這些歌曲的原唱就是德永英明。年終並得到日本金唱片最佳企畫獎，以及日本唱片大獎企畫獎的肯定。
2006年，推出了《男聲二》專輯，同樣廣受好評，一推出即登上排行榜第三位。其中主打歌翻唱中島美嘉的催淚歌曲《雪花》，一度成為話題。年終並得到日本金唱片最佳企畫獎（連續兩年），以及日本唱片大獎特別獎的肯定。此外，首次登上紅白歌唱大賽，演唱個人名曲《壞掉的收音機》。
2007年，再推出《男聲三》專輯，以小林明子的爆紅出道曲《墜入愛河 -Fall in love-》（陳潔靈和張國榮《誰令妳心痴》原曲）作為主打，一推出便空降排行榜冠軍，更使得先前推出的《男聲一》及《男聲二》專輯，同時進到排行榜前十名內，打破多項唱片統計紀錄。同時藉由這張專輯，使德永英明成為日本少數於80年代、90年代以及2000年的前十年間，皆有專輯登上排行榜冠軍的歌手。年終得到日本金唱片最佳企畫獎（連續三年）的肯定，並連續兩年登上紅白歌唱大賽，演唱翻唱名曲《墜入情網》。
2008年，完成1000場個人演唱會里程碑，此外推出三張單曲，皆獲得不錯的反應，並榮登年度銷售額排行第七位。年終時，連續三年登上紅白歌唱大賽，演唱出道曲《藍雨》。在出場時，司儀訪問德永英明選唱出道曲有無特別的意義，德永英明表示：「在過去幾年推出了翻唱專輯、精選輯以及新單曲，不管是哪種歌曲，皆當作是自己的歌來唱。選唱出道曲的意義，是希望新的一年，能夠重新回到原點，再次出發！」

### 2009年，睽違五年的全新原創專輯推出，邁向新里程
2009年4月，推新全新單曲《沙漏》，發行當日即攻佔排行榜第2位，單週排行第6位。5月發行睽違5年的全新原創專輯《聲聲不息》。發行當日即攻佔排行榜第1位，單週排行亦為第1位，5月份排行第7位。是繼18年前《革命》專輯以來，再次攻佔排行榜第1位之原創專輯。2009年，連續四年登上紅白歌唱大賽，再次演唱個人代表作品《壞掉的收音機》。
2010年，以紀念15年前驟逝的台灣名歌手鄧麗君為主題，發行第4張翻唱專輯《男聲4》。發行當日即攻佔排行榜第1位，單週排行亦為第1位，另外發行僅10天即攻佔4月份排行榜第3位，5月份排行榜第1位。這張專輯不僅是德永英明出道以來第一張月冠軍專輯，更是繼吉田拓郎於1977年的《ぷらいべいと》及德永英明的《男聲3》皆為連續2週榜首以來，蟬聯週榜冠軍長達4週的翻唱專輯，成為日本音樂史上新紀錄。此外，《男聲1》、《男聲2》、《男聲3》及《男聲BOX》在發行三年後，同時全部回到單週排行榜前50名。德永英明亦因此成為日本史上第一位橫跨四個年代，皆有冠軍專輯作品的男歌手。2010年，連續五年登上紅白歌唱大賽，演唱鄧麗君的名曲《任時光從身畔流逝》（周影《讓我愉快愛一次》原曲）。
2011年，迎接出道25年，推出一系列的紀念專輯及音樂活動。其後日本發生大地震，亦結合工作團隊及歌迷，至災區舉辦許多慈善公益活動。

## 演唱會及音樂錄影帶特色
1986年至1992年的LIVE演唱會，時常不按照原曲唱，且當時的演唱技巧主要以飆高音居多，在演唱會後段常因精疲力竭，而使高音失準，因此反應兩極。此外這一時期的演唱會，對於服裝的穿著較為講究，特別是在1990年到1992年間，時常穿著誇張的服飾。
1993年至1996年間，由於喉嚨開刀喪失了清澈的男童音，因此演唱會逐漸改變了歌唱技巧，多以聲嘶力竭的狂吼尖叫，獲取歌迷的認同和支持，曾被稱為後尾崎豐時代的熱唱。
1997年至2004年的演唱會改以BALLADE的主題呈現，除了歌曲演繹方面更為細膩外，歌曲的改編也更為精緻，此時已經聽不見德永英明聲嘶力竭的狂吼吶喊，而多以溫和的情歌方式詮釋，特別是在2003年病癒之後，在樂曲改編更有明顯的突破。
2005年至今的演唱會，改以VOCALIST的主題呈現，在歌曲的詮釋方面更添柔和的氣氛。即便是唱年輕時期的快歌名曲，已經完全聽不見德永英明從前的吶喊，完全以輕盈柔和的方式詮釋。以慢歌為主的德永英明，在歌曲高潮處常配合燈光的照射，使慢歌更有激情的效果。而德永英明的VOCALIST演唱會的演繹方式，也被日本被封為「現場演唱會的教科書」，其音樂及舞台燈光結合的方式，亦成為許多日本歌手仿效的典範。
許多歌手的音樂錄影帶，常會加入豐富的劇情，但這種作法可能會限制了閱聽人對該歌曲意境的想像空間。德永英明的音樂錄影帶十分獨俱一格，從出道至今，音樂錄影帶鮮少有劇情，幾乎都是德永英明一個人帶有手勢或動作面對鏡頭唱歌，頂多隨著樂音的起伏作背景上的轉換，雖然有人批評，但從另一個角度來看，卻帶給閱聽人自我想像的無限空間，更能深入詞曲的意境。

## 專輯列表

### 單曲
- 藍雨（Rainy Blue）（1986.01.21） （出道單曲，排行榜最高第90位）德永英明代表歌曲之一，張學友、黎明、楊千嬅、康康、永邦等翻唱《藍雨》原曲。本曲更由於張學友的翻唱，使德永英明初期在香港知名度更甚於日本。
- 夏天的收音機（夏のラジオ）（1986.05.21）（第2張單曲，未進榜）。
- 鳥（1987.05.21）（Birds）（第3張單曲，未進榜，但同名專輯於同日發行，連續兩週排行榜第1位），張學友《太陽星辰》原曲。此曲讓德永英明在香港榮獲十大金曲作曲歌手。同名專輯並獲排行榜冠軍，奠定德永英明80~90年代在日本樂壇地位。
- 永恆的光輝（輝きながら…）（1987.07.05）（第4張單曲，排行榜最高第2位）德永英明代表歌曲之一（但非自己創作），同時為在日本走紅歌曲，譚詠麟、徐懷鈺《Don't Say Goodbye》原曲。
- 風中的艾歐利亞（風のエオリア）（1988.02.24）（第5張單曲，排行榜最高第2位）。此曲榮獲日本流行唱片最佳作曲賞。
- 最後的理由（最後の言い訳）（1988.10.25）（第6張單曲，排行榜最高第4位）德永英明代表歌曲之一，迪克牛仔《不忍》原曲。
- 戀人（恋人）（1989.04.21）（第7張單曲，排行榜最高第7位）。此曲榮獲日本流行唱片最佳作曲賞（連續兩年）。黃格選《等你回家》原曲。
- 我自己～想要和風一樣（Myself～風になりたい）（1989.09.21）（第8張單曲，排行榜最高第8位）姜育恆《愛一個人等一個夢》原曲。
- 相信夢想（夢を信じて）（1990.01.16）（第9張單曲，白金唱片，排行榜最高第2位）德永英明單曲銷售最高成績紀錄，梁漢文《黑色偶然》原曲。
- 壞掉的收音機（壊れかけのRadio）（1990.07.07）（第10張單曲，金唱片，排行榜最高第3位）德永英明單曲銷售第二高成績紀錄，張信哲《難道》，文章《如果你是我》原曲。
- 星期三的月亮（Wednesday Moon）（1991.04.10）（第11張單曲，金唱片，排行榜最高第1位）德永英明首張單曲排行榜冠軍歌曲。
- 愛是全部（Love Is All）（1991.09.05）（第12張單曲，金唱片，排行榜最高第3位）德永英明單曲銷售第三高成績紀錄，鄭伊健《Love is All》原曲。
- 革命（Revolution）（1991.10.28）（第13張單曲，排行榜最高第23位）。
- 愛的方向（恋の行方）（1992.04.21）（第14張單曲，金唱片，排行榜最高第4位）。
- 我愛你（I Love You）（1992.11.02）（第15張單曲，金唱片，排行榜最高第7位）。
- 往日重現（もう一度あの日のように）（1993.05.10）（第16張單曲，金唱片，排行榜最高第6位）德永英明代表歌曲之一。
- 朋友（Friends）（1993.08.23）（第17張單曲，金唱片，排行榜最高第5位）。
- 在我身邊（僕のそばに）（1993.11.01）（第18張單曲，金唱片，排行榜最高第4位）德永英明代表歌曲之一，瞿穎《跟著我飛翔》，洪楗華《我失戀，你悲傷》原曲。
- 永遠的盡頭（永遠の果てに）（1994.11.09）（第19張單曲，金唱片，排行榜最高第4位）。
- 未來飛行（未来飛行）（1995.11.01）（第20張單曲，金唱片，排行榜最高第13位）。
- 粗糙的鑽石（Rough Diamond）（1996.07.21）（第21張單曲，排行榜最高第15位）。
- 微笑（Smile）（1996.11.25）（第22張單曲，排行榜最高第20位）。
- 約定（誓い）（1997.01.21）（第23張單曲，排行榜最高第15位）。
- 熱情（情熱）（1997.07.16）（第24張單曲，排行榜最高第29位）。
- 藍雨(1997新版)（Rainy Blue 1997 track）（1997.11.01）（第25張單曲，白金唱片，排行榜最高第31位）。
- 藍色約定（青の契い）（1999.01.27）（第26張單曲，排行榜最高第14位）。
- 我的情歌（僕のバラード）（1999.04.28）（第27張單曲，排行榜最高第19位）陳曉東《不是一個人》原曲。
- 追憶（追憶）（2000.02.02）（第28張單曲，排行榜最高第30位）。
- 獵戶座的火焰（オリオんの炎）（2000.04.26）（第29張單曲，排行榜最高第26位）。
- 原因（種）（2000.11.22）（第30張單曲，排行榜最高第34位）。
- 呼叫（Call）（2001.01.31）（第31張單曲，排行榜最高第29位）。
- 與你相隨（君をつれて）（2003.01.22）（第32張單曲，排行榜最高第14位）。
- 做你自己（君は君でいたいのに）（2003.10.01）（第33張單曲，排行榜最高第16位）。
- 我的生命（My Life）（2004.09.01）（第34張單曲，排行榜最高第14位）。
- 時代（時代）（2005.08.31）（第35張單曲，排行榜最高第28位）翻唱中島美雪名曲《時代》，葉倩文、李翊君《時代》原曲。
- 再見的理由（さよならの理由）（2006.02.01）（第36張單曲，排行榜最高第30位）。
- 愛情的開始（恋をしてゆこう）（2006.06.28）（第37張單曲，排行榜最高第20位）。
- 雪花（雪の華）（2006.07.26）（第38張單曲，排行榜最高第35位）翻唱中島美嘉名曲《雪花》，蔡淳佳《對不起我愛你》原曲。
- 幸福（Happiness）（2006.10.04）（第39張單曲，排行榜最高第10位）。
- 墜入情網（恋におちて Fall In Love）（2007.07.11）（第40張單曲，排行榜最高第18位）翻唱小林明子名曲《墜入情網》，張國榮、陳潔靈《誰令你心痴》原曲。
- 即刻擁抱（抱きしめてあげる）（2008.04.09）（第41張單曲，排行榜最高第6位）。
- 因為愛是傷心的（愛は哀しいから）(2008.07.16）（第42張單曲，排行榜最高第10位）。
- 小小的祈禱（小さな祈り）（2008.10.08）（第43張單曲，排行榜最高第11位）。
- 沙漏（砂時計）（2009.04.08）（第44張單曲，排行榜最高第6位）。
- 哈囉（Hello）（2009.08.19）（第45張單曲，排行榜最高第17位）。
- 任時光從身邊流逝（時の流れに身をまかせ）（2010.03.31）（第46張單曲，排行榜最高第11位），翻唱鄧麗君《我只在乎你》的日文原曲。
- 春之雪（春の雪）（2011.01.19）（第47張單曲，排行榜最高第7位）。
- 留住黃昏（黄昏を止めて）（2011.04.13）（第48張單曲，排行榜最高第8位）。
- 明天就回家（明日へ帰ろう）（2011.08.03）（第49張單曲，排行榜最高第12位）。
- 玩偶的家（人形の家）（2012.05.09）（第50張單曲，排行榜最高第20位）翻唱弘田三支子名曲《玩偶的家》。
- 為了這個無名的愛（名前のないこの愛のために）（2012.11.21）（第51張單曲，排行榜最高第19位）。
- 聲明（STATEMENT）（2013.06.05）（第52張單曲，排行榜最高第18位）。
- 再見的彼端（さよならの向う側）（2014.09.14）（第53張單曲，排行榜最高第8位）翻唱山口百惠引退名曲《再見的彼端》，張國榮《風繼續吹》原曲。

### 錄音室專輯
- 女孩（Girl）（1986.01.21）（出道專輯，排行榜最高第67位）
- 收音機（Radio）（1986.08.21）（第2張專輯，排行榜最高第73位）
- 鳥（Birds）（1987.05.21）（第3張專輯，排行榜最高第1位）
- 親愛的（Dear）（1988.04.21）（第4張專輯，排行榜最高第2位）
- 了解（Realize）（1989.05.21）（第5張專輯，金唱片，排行榜最高第2位）
- 正義（Justice）（1990.10.09）（第6張專輯，白金唱片，排行榜最高第1位）
- 革命（Revolution）（1991.10.05）（第7張專輯，白金唱片，排行榜最高第1位）
- 鄉愁（Nostalgia）（1993.12.10）（第8張專輯，白金唱片，排行榜最高第3位）
- 太陽少年（太陽の少年）（1995.12.08）（第9張專輯，金唱片，排行榜最高第8位）
- 祝福（Bless）（1997.02.26）（第10張專輯，排行榜最高第4位）
- 真誠（Honesto）（1999.06.02）（第11張專輯，排行榜最高第8位）
- 提醒（Remind）（2000.05.24）（第12張專輯，排行榜最高第13位）
- 給我愛（愛をください）（2003.02.27）（第13張專輯，排行榜最高第17位）
- 永恆的光輝（カガヤキナガラ）（2003.10.01）（改編重唱專輯，排行榜最高第16位）
- 我的生命（My Life）（2004.09.29）（第14張專輯，排行榜最高第25位）
- 聲聲不息（We All）（2009.05.06）（第15張專輯，排行榜最高第1位）
- 愛的宣言（Statement）（2013.07.17）（第16張專輯，排行榜最高第4位）
- BATON（2017.07.19）（第17張專輯，排行榜最高第8位）
- LOVE PERSON（2021.06.03）（第18張專輯）

### 現場錄製專輯
- 德永英明 Live（1990.07.01）（排行榜最高第6位）
- Live 1994（1994.09.14)（排行榜最高第5位）
- Statement Tour Final at Nagoya Century Hall（2014.09.03)（排行榜最高第8位）

### 翻唱專輯(Vocalist 系列)
- 男聲（Vocalist）（2005.09.14）（翻唱專輯，百萬唱片，排行榜最高第5位）
- 男聲 2（Vocalist 2）（2006.08.30）（翻唱專輯，三白金唱片，排行榜最高第3位）
- 男聲 3（Vocalist 3）（2007.08.15）（翻唱專輯，百萬唱片，排行榜最高第1位，連續2週）
- 男聲 4（Vocalist 4）（2010.04.20）（翻唱專輯，雙白金唱片，排行榜最高第1位，連續4週，單月冠軍）
- 懷戀男聲（Vocalist Vintage）（2012.05.30）（翻唱專輯，金唱片，排行榜最高第3位）
- 男聲 6（Vocalist 6）（2015.01.21）（翻唱專輯，金唱片，排行榜最高第3位）

### 精選輯及盒裝紀念專輯
- Intro（1987.12.05）（精選輯，排行榜最高第6位）
- Intro II（1992.12.04）（精選輯，白金唱片，排行榜最高第2位）
- Ballade of Ballade（1997.11.01）出道十年紀念精選專輯（金唱片，排行榜最高第3位）
- Single Collection (1986-1991)（1998.11.21）轉換新東家發行單曲精選輯（金唱片，排行榜最高19位）
- Single Collection (1992-1997)（1998.11.21）轉換新東家發行單曲精選輯（排行榜最高27位）
- Intro III（2001.02.28）（精選輯，排行榜最高第17位）
- 一期一會（2001.12.05）出道15週年紀念盒裝專輯
- Presence 1986-1998 Complex Box（2002.11.20）克服病魔重返演藝界發行紀念盒專專輯（排行榜最高第98位）
- Beautiful Ballade（2006.02.22）出道20年紀念精選單曲專輯（金唱片，排行榜最高第8位）
- Vocalist Box（2008.04.09）紀念Vocalist專輯銷售突破300萬張發行（金唱片，排行榜最高第7位）
- Singles Best（2008.08.13）（精選輯，白金唱片，排行榜最高第2位）
- Singles Best B-side（2008.08.13）（精選輯，排行榜最高第11位）
- Singles Best Box（2009.02.25）紀念Singles Best精選輯銷售突破40萬張發行（排行榜最高第40位）
- Vocalist & Ballade Best（2011.04.26）出道25年紀念豪華精選輯（白金唱片，排行榜最高第2位）
- All Time Best Presence（2016.04.29）出道30週年紀念精選輯
- All Time Best Vocalist（2016.08.17） 最愛男聲全精選
- 永恆的盡頭-自我翻唱精選 I（2018.07.04） 自我翻唱精選第一集（排行榜最高第7位）
- 陽光普照 Plein Soleil-自我翻唱精選 II（2019.07.03） 自我翻唱精選第二集（排行榜最高第9位）

## 外部連結
- http://www.tokunagaandtonys.com/ （页面存档备份，存于）